# Сарсекеев, Медеу Сапаулы
Медеу Сапаулы Сарсекеев (Сарсеке) (каз. Медеу Сапаұлы Сәрсеке; 2 января 1936, с. Кайнар Абралинского района Семипалатинской области — 20 марта 2024) — казахский и советский писатель, драматург, публицист, общественный деятель. Член союза писателей СССР (с 1962) и Казахстана.
Один из зачинателей казахской научно-фантастической литературы.

## Биография
Родился в ауле Кайнар (ныне Абралинский район Семипалатинской области Республики Казахстан). Происходит из рода таракты.
После окончания в 1958 году металлургического факультета Казахского политехнического института, работал на заводах тяжёлой индустрии г. Усть-Каменогорска и г. Семипалатинска. Прошёл путь от рядового инженера до начальника технического отдела.
В 1958—1965 годах работал в газетах «Лениншіл жас», «Социалистік Қазақстан». Член союза писателей Казахстана (с 1962). Более 30-ти лет (с 1965 года) был ответственным секретарём Семипалатинского межобластного отделения Союза писателей Казахстана.
Умер 20 марта 2024 года в возрасте 88 лет. Свои соболезнования выразил президент Казахстана Касым-Жомарт Токаев.

## Творчество
Дебютировал в литературе в 1955 году, как писатель-фантаст: в 1959—1965 опубликовал ряд научно-фантастических повестей и эссе на казахском языке, в частности, «Необыкновенный луч» («Ғажайып Сәуле» , 1959), «Тень невидимки» («Көрінбестің көлеңкесі», 1960), «Седьмая волна» («Жетінші Толқын», 1964), «От огня до атома» («Оттан атомға дейін», 1965). Произведение «Седьмая волна» переиздавалось несколько раз тиражом 100 тыс. экземпляров и получило широкую известность в СССР. Благодаря этим изданиям М. Сарсеке был принят в Союз писателей СССР (1962). До их появления в истории казахской литературы ещё не было подобных произведений, за что М. Сарсекеев получил от критиков звание «пионера казахской фантастики».
Инженер‑писатель Медеу Сарсекеев заявил себя и в производственной теме, документальной прозе: романы «Жарылыс» («Взрыв») и «Көмбе» («Клад»), написанные в 1980—1990 годы, были переведены на русский язык и считаются весомым вкладом в казахскую литературу производственного стиля. Изданный в 1979 году роман «Жарылыс», в основу сюжета которого легли действительные события из жизни коллектива Усть-Каменогорского свинцово-цинкового комбината, через три года был напечатан на страницах «Литературной газеты», журнала «Молодая гвардия», а затем был выпущен издательством «Советский писатель» отдельной книгой..
Из-под пера писателя вышли повести: «Волнистый ток» (1964), «Когда улетают гуси» (1968 г.), «Звёздный час» (1969), а также книги очерков о Семипалатинском цементном заводе «Джигиты семилетки».
М. Сарсекеев писал и в жанре драмы. Семь его драм вышли одной книгой в книжной серии «Алтай‑Ертіс кітапханасы» в издательстве «Фолиант» при поддержке Восточно‑Казахстанского областного акимата в 2013 году. Наиболее известны драмы: «Шыңғыс хикаясы», «Жарылыс», «Заңды неке» и «Тендерге түскен әйел».
Успехом писателя в жанре драматургии стали его первая драма «Чингиская быль», поставленная на сцене Семипалатинского русского драматического имени Ф. М. Достоевского. Была осуществлена также постановка пьесы по его роману «Жарылыс» Республиканским русским драматическим театром имени М. Ю. Лермонтова.
Много лет своей жизни писатель посвятил изучению личности выдающегося учёного‑геолога, первого президента Академии наук Казахстана Каныша Сатпаева. В жанре документально-художественной биографии написал о нём десять книг: «Камни родной земли» (1974 г.), «Сатпаев» (Серия «ЖЗЛ» 1980, 2004). В 2007 году вышло в свет новое издание «Евней Букетов». В 2011 году издана новая книга М. Сарсеке — «Е. Бекмаханов». По предложению программы «Культура» Московской телестудии М. Сарсекеев написал сценарий к телефильму «Феномен Сатпаева». В 2016 году вышла документально-историческое повествование посвященное Семипалатинскому ядерному полигону «Семипалатинская трагедия».
Всего писателем выпущено более 43 изданий на казахском языке и 20 изданий на русском языке.

## Награды и звания
- Орден «Курмет» (2001);
- Орден Парасат (2018);
- Медаль «20 лет независимости Республики Казахстан» (2011);
- Медаль «25 лет независимости Республики Казахстан» (2016);
- Медаль «30 лет независимости Республики Казахстан» (2021);
- Медаль «За трудовую доблесть» (1970);
- Медаль «Ветеран труда» (СССР, Казахстан);
- Почётные грамоты Верховного Совета КазССР;
- Почётный металлург Республики Казахстан;
- Почётный геолог Геологического комитета;
- Полный член Академии Республики Казахстан истории и информации;
- Почётный гражданин города Семипалатинска (ныне Семей);
- Почётный гражданин Баянаульского района Павлодарской области;
- Почётный гражданин области Абай;
- Заслуженный работник Павлодарской области;
- Заслуженный пенсионер Республики Казахстан;
- Почётный профессор Восточно-Казахстанского государственного технического университета им. Д. Серикбаева в г. Усть-Каменогорске.;
- Почётный профессор государственного университета им. Шакарима г. Семей.;